# Valentina Umhöfer
Valentina Umhöfer (8 de marzo de 1998) es una deportista alemana que compite en tiro, en la modalidad de tiro al plato. Ganó una medalla de bronce en el Campeonato Europeo de Tiro de 2025, en la prueba de skeet.

## Palmarés internacional
| Campeonato Europeo | Campeonato Europeo    | Campeonato Europeo | Campeonato Europeo |
| Año                | Lugar                 | Medalla            | Prueba             |
| ------------------ | --------------------- | ------------------ | ------------------ |
| 2025               | Châteauroux (Francia) | Medalla de bronce  | Skeet              |